# Óscar Dautt
Óscar Manuel Dautt Bojorquez (8 de junio de 1976, Guasave, Sinaloa, México) es un exfutbolista mexicano, jugaba como portero y su último equipo fue Los Angeles Blues de la USL Professional Division de Estados Unidos. Hoy en día es el entrenador de porteros en el Club Tijuana de la Primera División de México.

## Trayectoria
Dautt, fue considerado entre los más prometedores jóvenes porteros de México. Regularmente jugó en la Primera División Mexicana entre 1998 y 2008, disfrutando de temporadas exitosas con Monterrey, Toros Neza, Puebla, Tigres UANL y con los Xoloitzcuintles de Tijuana. Jugó el Torneo Apertura 2009 con Lobos BUAP en la Liga de Ascenso, antes de ser liberado al final de la temporada.
En diciembre del año 2010, Dautt firmó un contrato con Los Angeles Blues de la USL Professional Division de Estados Unidos.

### Clubes
| Club                | País                | Año         | Partidos |
| ------------------- | ------------------- | ----------- | -------- |
| C.F. Monterrey      | México              | 1998        | 24       |
| Toros Neza          | México              | 1999 - 2000 | 48       |
| Puebla F.C.         | México              | 2000 - 2001 | 37       |
| Tigres U.A.N.L.     | México              | 2001 - 2003 | 63       |
| Puebla F.C.         | México              | 2003 - 2005 | 70       |
| Lobos B.U.A.P.      | México              | 2006        | 18       |
| Club Tijuana        | México              | 2007 - 2008 | 32       |
| Puebla F.C.         | México              | 2008 - 2009 | 10       |
| Lobos B.U.A.P.      | México              | 2009        | 13       |
| Los Angeles Blues   | Estados Unidos      | 2011 - 2012 | 21       |
| Total en su carrera | Total en su carrera | 1998 - 2012 | 336      |

## Selección nacional

### Participaciones en Copa FIFA Confederaciones
| Copa                           | Sede                  | Resultado    |
| ------------------------------ | --------------------- | ------------ |
| Copa FIFA Confederaciones 2001 | Corea del Sur y Japón | Primera fase |